# Frédéric Rébéna
Frédéric Rébéna est un illustrateur et dessinateur de bande dessinée français, né le 19 février 1965 à Clermont (Oise).

## Biographie
Frédéric Rébéna étudie à l'École Duperré et à l'École nationale supérieure des arts décoratifs de Paris. Après avoir publié dans la revue (À suivre), il travaille ensuite pour la presse et l'édition. Son activité d'illustrateur l'amène à réaliser des affiches, " le Rock dans tous ses Etats", " Les Nuits de l'Alligator", des pochettes de disques pour Renaud, C.Trenet, Boby Lapointe... .
En 2009, il adapte en roman graphique le roman noir Marilyn la dingue de Jerome Charyn, puis Frédéric Rébéna publie des albums biographiques, notamment sur l'architecte Le Corbusier,, l'éditeur Robert Laffont, l'écrivain Stieg Larsson,, ou encore le jeune François Mitterrand,. En 2018, il adapte en bd le roman Bonjour tristesse de Françoise Sagan,,.

## Publications
- Magie noire et pommes pourries, texte de Olivier Ka, illustrations de Frédéric Rébéna, Éditions Mango, 2003
- Marilyn la dingue[1], adaptation du roman éponyme de Jerome Charyn, Denoël, 2009
- Le Corbusier architecte parmi les hommes[2],[3], scénario de Jean-Marc Thévenet, Dupuis, 2010
- L'Attrape-livres : ou la vie très privée d'une maison d'édition[4], scénario de François Rivière, Robert Laffont, 2011
- Stieg Larsson, avant Millenium[5],[6],[7], scénario de Guillaume Lebeau, Denoël, 2012
- Mitterrand un jeune homme de droite[8],[9], scénario de Philippe Richelle, Rue de Sèvres, 2015
- Bonjour tristesse[10],[11],[12], adaptation du roman éponyme de Françoise Sagan, Rue de Sèvres, 2018

## Participations à des revues
- ...Bayard Presse, Libération, Le Un, Télérama, The New Yorker...